# Nana-Grébizi

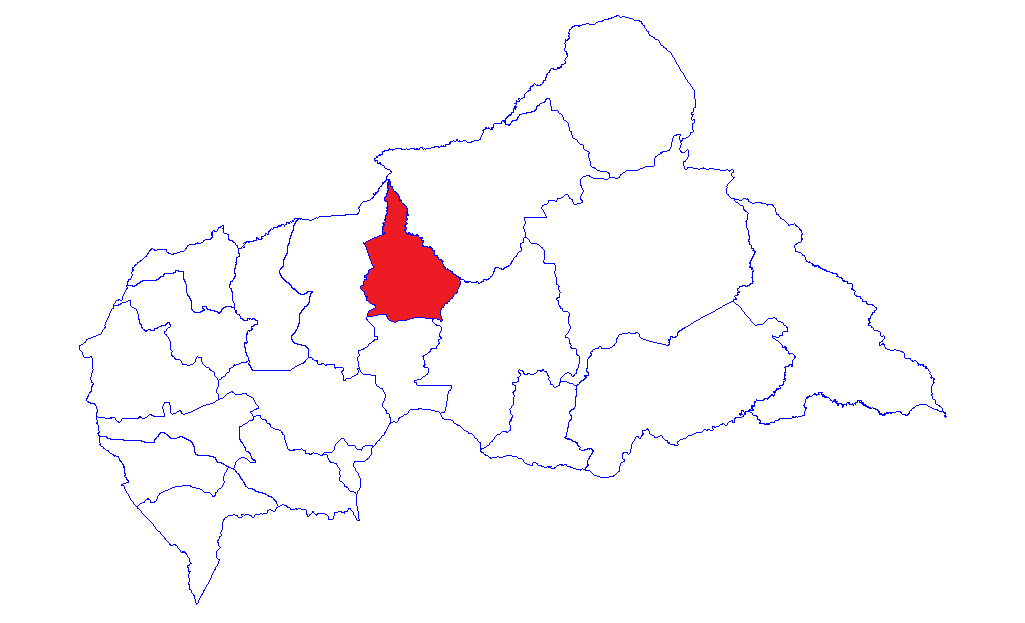
Localização de Nana-Grébizi

Nana-Grébizi é uma das 20 prefeituras da República Centro-Africana, tendo Kaga-Bandoro como capital. A região abrange uma área de 19 996 km² e, de acordo com o último censo realizado em 2003, sua população era de 117 816 habitantes. Em 2024, estimativas oficiais apontam que a população chegou a 232 205 pessoas.